# Кущинские
Кущи, Кущинские (пол. Kusza) — дворянский род.
Потомство Герасима Куща, священника, женатого на Анне Леонтьевне Борсук (внучке Петра Борсука, Киевского наказного полковника (начало XVIII в.).

## Описание герба
В красном поле серебряный лук, натянутый арбалетом (пол. Kusza).
Щит увенчан дворянскими шлемом и короной. Намёт на щите красный подложен серебром. Нашлемник: три страусиных пера.